# The Real Roxanne
The Real Roxanne, geboren als Adelaida Martinez (Brooklyn, 24 juli 1963), is een Amerikaanse vrouwelijke hiphop-MC.

## Geschiedenis
Tijdens de jaren 1980 waren Roxanne Shanté en anderen geboekt in de Roxanne Wars, een serie 'answer records' geïnspireerd door UTFO's hitsong Roxanne, Roxanne, zijnde de officieel bewilligde artiest als antwoord op alle 'answer records'. Ze scoorde haar grootste hit in 1986 door haar samenwerking met Howie Tee met de single Bang Zoom (Let’s Go-Go), die zich plaatste in de Britse singlehitlijst (#11). Het was toen haar enige top 40-hit.
De rol van The Real Roxanne werd oorspronkelijk ingevuld door Elease Jack, die de eerste single The Real Roxanne opnam onder de naam van het personage. In de tussentijd beweerde Martinez dat ze werd voorgesteld aan UTFO op een erg gelijksoortige wijze aan de Roxanne story. Ze was reeds bekend met Paul Anthony George, een lid van Full Force, de band die UTFO produceerde.

## Discografie

### Singles
- 1988: The Real Roxanne (Elease Jack als Roxanne met U.T.F.O.)
- 1985: Romeo Part 1 (The Real Roxanne met Howie Tee)
- 1986: Bang Zoom (Let's Go-Go) / Howie's Teed Off (The Real Roxanne met Howie Tee)
- 1988: Respect
- 1989: Roxanne's on a Roll
- ????: Ya Brother Does / Mama Can I Get Some"

### Albums
- 1988: The Real Roxanne
- 1992: Go Down (But Don't Bite It)

- Biblioteca Nacional de España: XX1676374
- Library of Congress Control Number: no98043667
- MusicBrainz: e2953f12-1fda-42e8-b943-08eb97fbc4df
- Virtual International Authority File: 78393238